# Bobrek (województwo mazowieckie)
Bobrek – wieś sołecka  w Polsce położona w województwie mazowieckim, w powiecie białobrzeskim, w gminie Stromiec.
W latach 1954–1959 wieś należała i była siedzibą władz gromady Bobrek, po jej zniesieniu w gromadzie Stromiec. W latach 1975–1998 miejscowość administracyjnie należała do województwa radomskiego.
Wierni Kościoła rzymskokatolickiego należą do parafii św. Jana Chrzciciela w Stromcu.